# Simson SRA50 Star-serie
De SRA 50 Star en de SRA25 Star waren scooters van het Duitse merk Simson. De SRA100 Star was een 100 cc-versie die waarschijnlijk nooit het prototypestadium te boven kwam.

## Voorgeschiedenis
Simson had aanvankelijk wapens, fietsen, automobielen, motorfietsen kinderwagens geproduceerd. Na de Tweede Wereldoorlog kwam het in de Sovjet-bezettingszone in Duitsland te liggen. Na de oprichting van de Duitse Democratische Republiek was het een Volkseigener Betrieb geworden en richtte het zich naar de Oost-Duitse Planeconomie. Omdat er in de DDR grote behoefte was aan betaalbare transportmiddelen was men al in 1955 begonnen met de productie van de SR1 bromfietsen. In 1958 verscheen Simson KR50 scooter die in 1964 werd opgevolgd door de KR 51 "Schwalbe" (zwaluw), een scooter die als eerste een vogelnaam droeg. In hetzelfde jaar verschenen ook een aantal zwaardere "schakelbrommers", die ook allemaal een vogelnaam kregen, de Simson SR4-serie waartoe de Spatz (mus), de Star (spreeuw), de Sperber (sperwer) en de Habicht (havik) hoorden. De bromfietsen waren halverwege de jaren zeventig al vervangen door meer moderne ontwerpen, maar de aloude "Schwalbe" nog niet. Halverwege de jaren tachtig begon de scooter aan een tweede leven in Europa. In eigen land bestond geen concurrentie, maar de export, met name naar de Bondsrepubliek, werd steeds belangrijker voor de DDR. Daarom moesten er moderne scooters komen. In 1986 verschenen de SR50 en SR80. Maar na die Wende was Simson een Duits merk geworden, vrij van de centraal geleide economie, maar gedwongen de concurrentie op de vrije markt met Japanse en Italiaanse merken aan te gaan.

## SRA50 Star, SRA25 Star en SRA100 Star
De nieuwe scooters werden door een 12-koppig team ontwikkeld in Maart 1996. Ditmaal werd niet langer gebruikgemaakt van de modulaire productieformule, waarmee in de DDR-tijd motorblokken, frames en andere onderdelen tot in het oneindige gebruikt konden worden om steeds nieuwe, licht afwijkende modellen te maken. De SRA50 Star was helemaal nieuw, nog steeds met een telescoopvork aan de voorkant, maar achter was nu monovering toegepast. De Franco Morini inbouwmotor had gescheiden smering (niet langer mengsmering maar een apart oliereservoir). De naam "Star" (spreeuw) verwees naar het verleden, toen alle Simsons nog een vogelnaam hadden. De SRA50 was de enige Duitse scooter in de jaren negentig. De basiskleuren waren blauw en rood, maar door toepassing van verschillende stickers kon het uiterlijk veranderd worden. In 1998 verscheen een "snorfiets" versie, de SRA25, die maximaal 25 km per uur reed. De aandrijving geschiedde door middel van Continu variabele transmissie en een korte aandrijfriem.

## Technische gegevens SRA50 Star, SRA25 Star en SRA100 Star
| Simson               | SRA50 Star           | SRA25 Star           | SRA100 Star          |
| -------------------- | -------------------- | -------------------- | -------------------- |
| Periode              | 1996-2002            | 1998-2002            | onbekend             |
| Motor type           | eencilinder tweetakt | eencilinder tweetakt | eencilinder tweetakt |
| Koeling              | geforceerd           | geforceerd           | geforceerd           |
| boring in mm         | 40                   | 40                   | onbekend             |
| slag in mm           | 39,2                 | 39,2                 | onbekend             |
| Cilinderinhoud in cc | 49,3                 | 49,3                 | 95                   |
| Max. Vermogen in pk  | 3,7                  | 1,2                  | 9,1                  |
| Topsnelheid in km/h  | 50                   | 25                   | 95                   |
| Versnellingen        | CVT automaat         | CVT automaat         | CVT automaat         |